# Pierre Graber
Pierre Graber (La Chaux-de-Fonds, 6 december 1908 - Lausanne, 19 juli 2003) was een Zwitsers politicus.

## Biografie

### Opleiding
Pierre Graber studeerde rechten in Neuchâtel en Wenen en was vanaf 1933 werkzaam als advocaat in Lausanne.

### Burgemeester en parlementslid
Graber was van 1934 tot 1945 voor de Sociaaldemocratische Partij van Zwitserland (SP/PS) lid van de gemeenteraad van Lausanne en van 1937 tot 1946 was hij lid van de Grote Raad van Vaud. In 1939 werd Graber secretaris van de Romandische afdeling van de SP-PS, die na de afsplitsing van Léon Nicole en de zijnen opnieuw moest worden opgebouwd. In 1942 werd hij in de Nationale Raad gekozen, waar hij met onderbreking van het jaar 1963 zetelde tot 1969.
Van 1946 tot 1949 stond hij als burgemeester van Lausanne aan het hoofd van de linkse stadsbestuur (SP/PS, PdA) in die stad. In 1949 werd Graber directeur Financiën van Lausanne en in 1962 werd hij lid van de Staatsraad van het kanton Vaud en beheerde hij het departement van Financiën. Van 1 januari 1968 tot 31 december 1968 was hij voorzitter van de Staatsraad.
Graber zat in de Commissie van Vier die het probleem van de Jura diende oplossen. De afscheiding van het Franstalige, rooms-katholieke Jura van het Duitstalige protestantse kanton Bern voltrok zich in de periode 1978-1979.

### Lid van de Bondsraad
Pierre Graber werd op 10 december 1969 als eerste Romandische sociaaldemocraat in de Bondsraad gekozen. Hij zetelde in de Bondsraad tot 31 januari 1978 en beheerde het Departement van Politieke Zaken. Onder zijn impuls trad Zwitserland in 1974 toe tot het Europees Verdrag voor de Rechten van de Mens. Op 1 augustus 1975 tekende hij in Helsinki het OVSE-verdrag.
In september 1970 kreeg Graber rechtstreeks te maken met terrorisme toen leden van het Volksfront voor de Bevrijding van Palestina een vliegtuig van Swissair neerhaalden bij Zarka, Jordanië. Op zijn initiatief erkende Zwitserland Noord-Korea en Noord-Vietnam. Als voorzitter van het Comité van Ministers van de Raad van Europa legde hij op 15 mei 1972 de eerste steen van het Palais de l'Europe in Straatsburg.
Pierre Graber was in 1974 vicepresident en in 1975 bondspresident van Zwitserland.

### Latere leven
Na zijn aftreden bleef Graber actief binnen de SP/PS en gaf hij zijn mening over lastige kwesties, zoals de eventuele toetreding van Zwitserland tot de NAVO.

## Persoonlijk leven
Pierre Graber was de zoon van Ernest Paul Graber (1875-1956), een actief socialist, en Blanche Vuillemier, een feministe en een al even actief socialist als haar man.